# Милан Решетар
Мѝлан Рѐшетар (на сръбски: Милан Решетар/Milan Rešetar) е австроунгарски и после югославски учен – езиковед, литературовед и историк (изследовател на миналото на Дубровнишката република).

## Биография
Завършва гимназия в родния Дубровник. Следва класическа филология и славистика във Виена и Грац.
Учителства в гимназиите на Копер, Задар и Сплит. Защитава докторантура в Грац (1891). Уредник е на хърватското списание Lista državnih zakona във Виена (1891 – 1894).
После става преподавател в Балканската комисия на Виенската академия. След това е доцент по словенска филология във Виенския университет от 1908 г. (където е сътрудник и ученик на Ватрослав Ягич) и професор в Загребския университет от 1919 до пенсионирането му през 1928 г.
След пенсионирането си живее във Флоренция, където прдължава да се занимава с научни изследвания. Става член на Сръбската кралска академия през 1940 г.

## Научни интереси
Основните области на научните му изследвания са в диалектология и акцентологията на южнославянските езици. По югославско време е считан за основател на дисциплината „Югославска диалектология“, която разглежда диалектите в общия сърбохърватския език, съответно „сърбохърватскословенски език“.
В по-ново време научните изследвания на Милан Решетар са подложени на критически анализ предвид историко-политическия контекст на възникването им - Милан Решетар се обявява за „сръбски католик“ от Дубровник, а по-късно и за югославянин по националност.